# 加五里站
加五里站（：／ Gaori yeok */?）是牛耳新設線沿線的一座地下車站，位於韓國首爾特別市江北區水逾洞。

## 車站結構
站體為2面2線側式月台的地下車站，候車月台設有月台幕門。

### 月台配置
| 四一九民主墓地 ↑ |
| \| 上            |
| ↓ 華溪           |

| 月台 | 路線                  | 目的地                                   |
| ---- | --------------------- | ---------------------------------------- |
| 上行 | ●首爾輕電鐵牛耳新設線 | 四一九民主墓地、松林公園、北漢山牛耳方向 |
| 下行 | ●首爾輕電鐵牛耳新設線 | 貞陵、誠信女子大學、普門、新設洞方向     |

## 歷史
- 2017年3月2日：加五里站车站名正式确定。[1]
- 2017年9月2日：落成啟用。

## 車站周邊
- 江北文化藝術會館
- 首爾牛耳初等學校
- 首爾仁壽初等學校
- 仁壽中學
- 國立再活院（朝鲜语：국립재활원）
- 首爾英語村水踰校區
- 仁壽洞住民中心

## 相邻车站
牛耳新设轻电铁
●首爾輕電鐵牛耳新設線
四一九民主墓地（S112）－加五里（S113）－华溪（S114）